# Fish Haven
Fish Haven est une localité américaine située dans le comté de Bear Lake, sur la rive occidentale du lac Bear, en Idaho. C'est là qu'a lieu chaque année l'arrivée de la Bear 100 Mile Endurance Run, un ultra-trail de 100 milles.

## Histoire
Fish Haven, initialement nommé Rush Creek, a été créée en 1864. Un bureau de poste appelé Fish Haven a été créé en 1867 et est resté opérationnel jusqu'en 1962. La localité a été ainsi nommée, car elle est située sur la rive du Lac Bear qui est un lieu de pêche prisé.
La population de Fish Haven était estimée à 100 habitants en 1909  et à 130 habitants en 1960.